# Баттель, Альберт
Альберт Баттель (нем. Albert Battel; 21 января 1891 — 1952, Франкфурт-на-Майне) — немецкий юрист, в годы Второй мировой войны был офицером вермахта. Знаменит тем, что защитил многих евреев г. Пшемысля от уничтожения. В 1981 году посмертно удостоен звания «праведник народов мира».
Альберт Баттель родился в Провинции Силезии в католической семье. В годы Первой мировой войны был солдатом. После войны изучал экономику и юриспруденцию в Мюнхенском и Вроцлавском университете, стал доктором наук. C 1925 г. работал нотариусом и адвокатом во Вроцлаве.
В мае 1933 г. вступил в нацистскую партию, а именно в её отделение, известное как Союз национал-социалистических немецких юристов (нем. Bund Nationalsozialistischer Deutscher Juristen). Однако уже в том году он помог своему еврейскому родственнику бежать в Швейцарию. А в 1936 г. был судим партийным трибуналом после того, как выразил сочувствие к бесправному положению евреев. Баттель неоднократно защищал еврейских коллег, а также преследуемых по политическим мотивам.
В 1942 году в звании старшего лейтенанта резерва в возрасте 51 года был направлен в польский Пшемысль на должность заместителя военного коменданта. Комендантом был майор Макс Лидтке.

## Действия Баттеля в 1942 году
В 1942 году еврейские гетто Польши интенсивно ликвидировались, а их жители отправлялись в концентрационные лагеря. Поэтому, когда 15 июля 1942 года подразделения СС закрыли гетто Пшемысля, Баттель понимал, что это означает.
Нескольким евреям удалось вырваться из блокированного гетто. Они пришли к Баттелю и попросили о помощи. Баттелю удалось убедить Макса Лидтке, что, по крайней мере, евреев, работающих на военных производствах, необходимо спасти.
26 июля 1942 г. Баттель разместил 90 еврейских рабочих прямо во дворе комендатуры.
Далее, по указанию Лидке солдаты комендатуры заблокировали единственный мост, ведущий в гетто.
Когда к полудню 26 июля к нему приблизилась колонна машин СС, подразделения комендатуры остановили её, а видя настойчивость, пригрозили открыть огонь, если они двинутся дальше. Колонне пришлось встать неподалёку. Всё это происходило на глазах изумлённых местных жителей.
Тем временем Баттель, взяв закрытые армейские грузовики, поехал в гетто. Здесь он снова вступил в конфликт с офицерами CC, вовсе не желающими никого выпускать. Тогда Баттель открыто пригрозил вызвать взвод солдат вермахта и прорваться силой. Только после этого ворота открыли.
Совершив пять рейсов, Альберт Баттель вывез из гетто ещё около 100 рабочих и их семьи. Спасённые, общим числом около 500 человек, были размещены в военных казармах под охраной комендатуры.
Остальные евреи гетто г. Пшемысля были вывезены частями CC и уничтожены в концентрационном лагере Белжец.

## Наказание и расследование
Сам Баттель свои действия оправдывал необходимостью продолжения военного производства. В результате от Вермахта он отделался лишь дисциплинарными взысканиями: домашним арестом, отменой награды (Железного креста, полученного в Первой мировой войне) и переводом на другое место службы. Причина такого лояльного отношения и в том, что приказа об «обязательном бескомпромиссном отношении» офицеров вермахта к евреям ещё не было (он появился лишь в октябре 1942 г.).
Другое дело — СС, с которой Альберт Баттель вступил в открытый конфликт. Её органами было начато закрытое расследование. В ходе него выяснилось, что Баттель и раньше отличался симпатией к евреям.
Расследованием заинтересовался сам руководитель СС Генрих Гиммлер, пославший копию материалов расследования Мартину Борману. В сопроводительной записке Гиммлер написал, что распорядился арестовать Альберта Баттеля сразу после войны.

## Последующая жизнь
И подробности расследования, и содержание записки Гиммлера не были известны даже самому Баттелю. В 1944 г. из-за болезни сердца он был отправлен в отставку и уехал в родной город Вроцлав. Когда город заняли советские войска, он некоторое время пробыл в советском плену.
После освобождения Баттель пытался вновь работать адвокатом, однако ему было отказано судом денацификации. Баттель умер во Франкфурте в 1952 г. от сердечного приступа.

## Признание
О противостоянии Альберта Баттеля органам СС стало известно благодаря усилиям израильского исследователя доктора Зива Гошена. 22 января 1981 г. Яд ва-Шем посмертно присвоил Баттелю звание Праведника народов мира.
Альберт Баттель упоминается в документально-художественном фильме BBC «Освенцим. Фабрика смерти» (оригинальное название: BBC: Auschwitz: The Nazis and the «Final Solution»).